# Resectoscopi
El resectoscopi és un instrument endoscòpic especial utilitzat contra el càncer. El resectoscopi és prim, amb forma de tub que s'utilitza per a practicar una resecció electroquirúrgica, a través dels conductes, de lesions presents a la bufeta urinària, la pròstata i la uretra.
Consisteix en un tub proveït d'un sistema òptic i d'un conducte a través del qual és possible observar la uretra i teixits propers i llavors és possible introduir diversos dispositius, especialment un elèctrode tallant per a procedir a la resecció (extraure teixit de l'interior del cós).